# Voilette

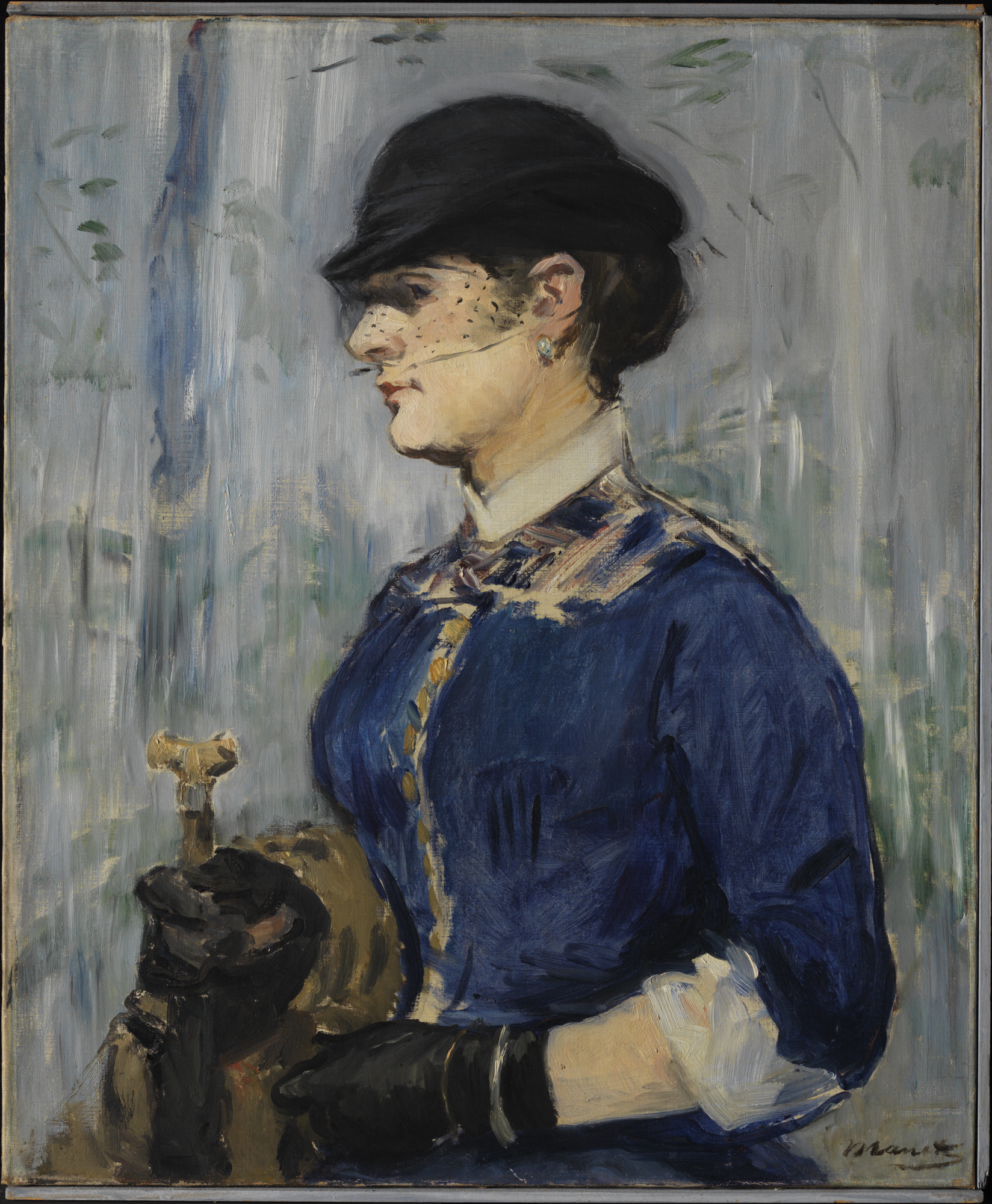
Jeune Femme au chapeau rond, par Édouard Manet.

Une voilette est un petit voile presque transparent fixé au bord antérieur d'un chapeau de femme, descendant devant tout ou partie du visage.